# Historische Baustoffe

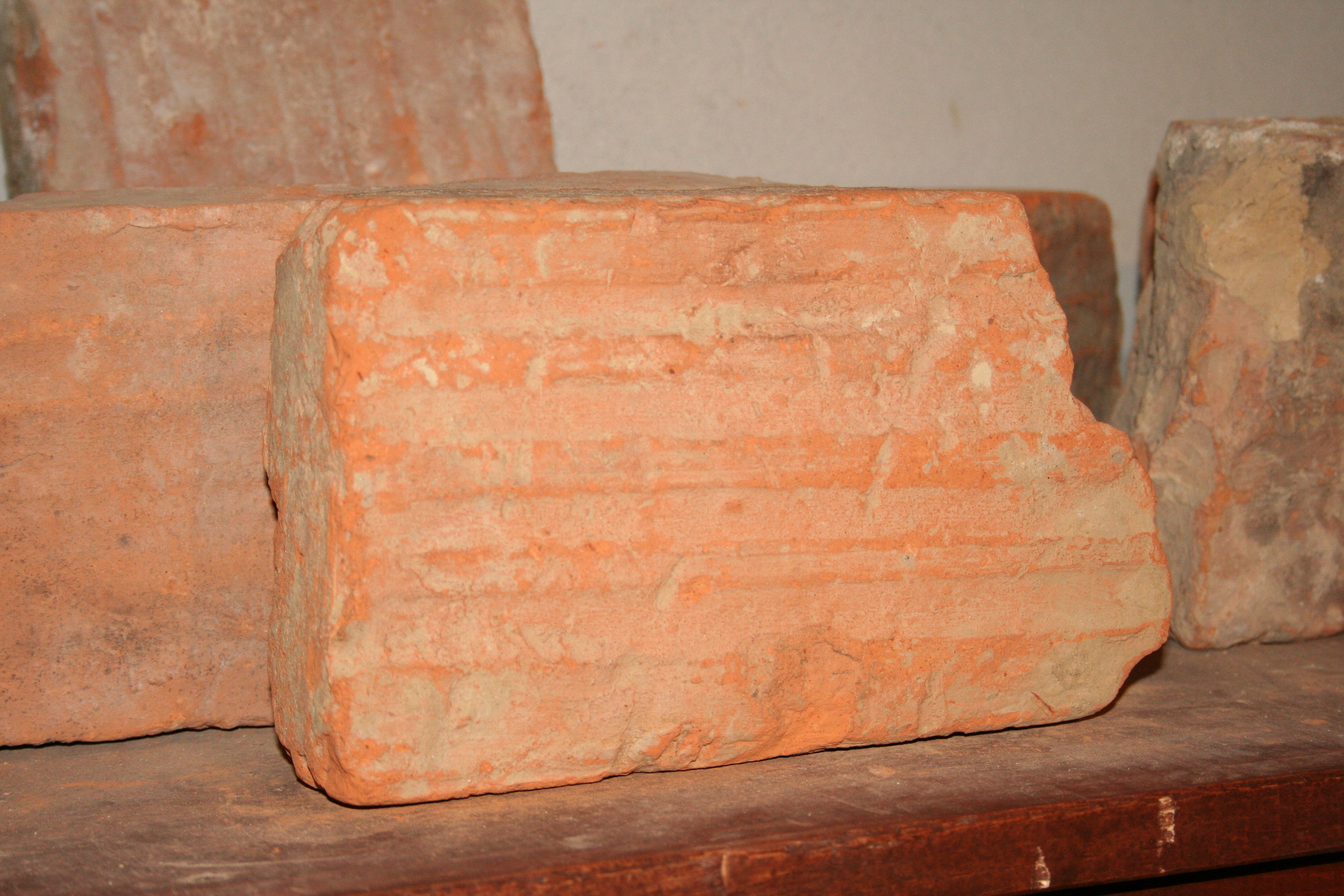
Rückgewonnener Mauerstein aus einem abgebrochenen Mauerwerk

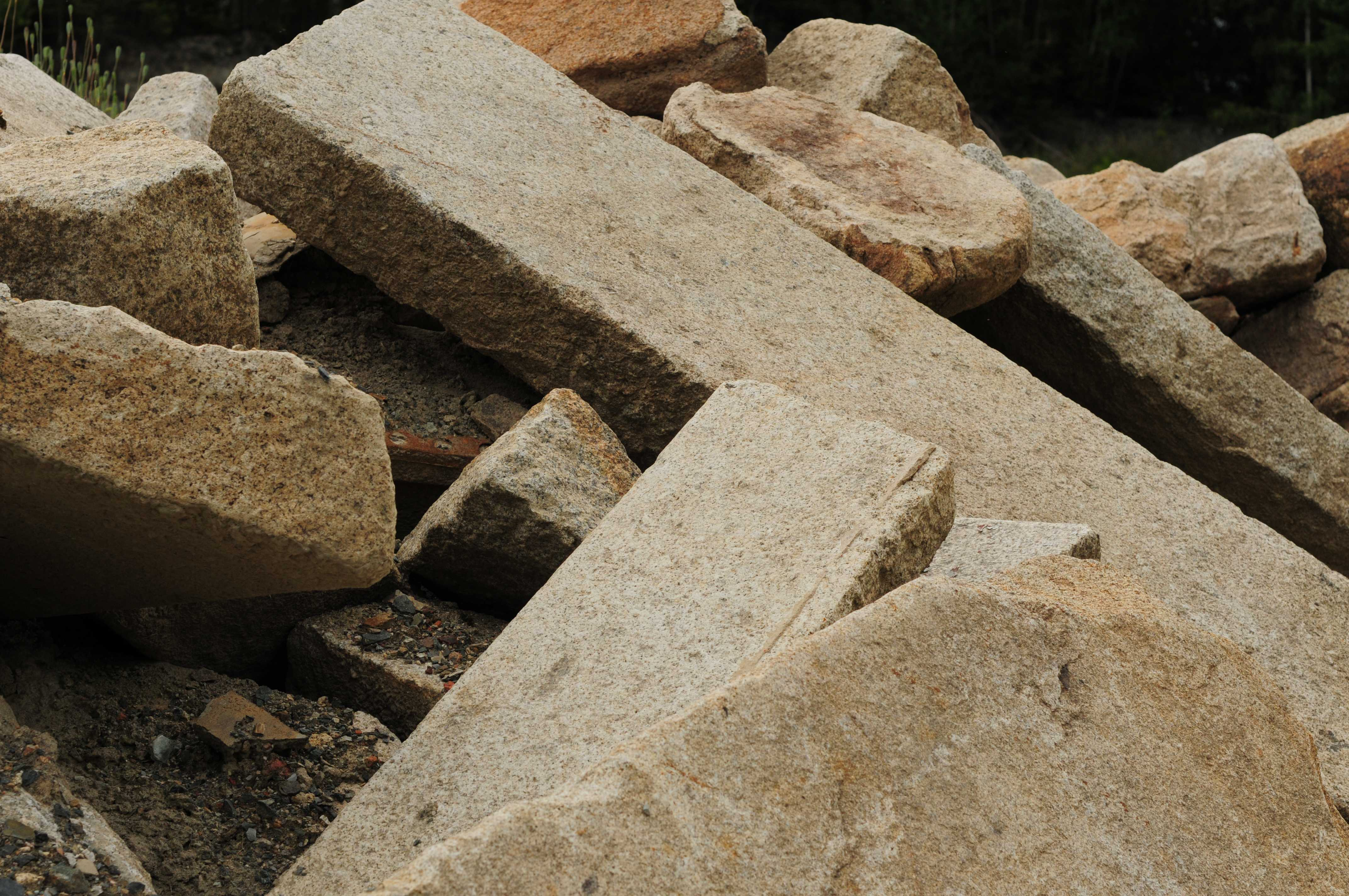
Verworfene, jedoch noch nutzbare Blockstufen aus Granit

Als historische Baustoffe bezeichnet man Baustoffe, die aus alten (historischen) Gebäuden stammen und durch Rückbau werterhaltend zur Wiederverwendung und gewonnen werden. Als historische Baustoffe im engeren Sinne werden in der Branche Materialien aus der Zeit bis etwa zum Zweiten Weltkrieg angesehen, jüngere Materialien spielen in der Praxis eine nur sehr untergeordnete Rolle.

## Merkmale
Fast alle Baumaterialien können auf diese Weise wieder verwendet werden. Die am häufigsten wieder verwendeten Baustoffe sind alte Backsteine, Bodendielen, Fachwerkbalken, Fenster, Gartenbauelemente, Pflastersteine, Trittplatten aus Naturstein und Keramik, Türen. Die Motive zur Wiederverwendung sind vielfältig. Zum einen haben die so gewonnenen Baustoffe einen sehr exklusiven Charakter, weil es sich häufig um Unikate handelt, zum anderen gibt es eine ökologische Komponente. Schließlich müssen die Baustoffe nicht erst neu produziert werden. Somit werden die vorhandenen Ressourcen geschont. In der Praxis spielt die ästhetische Motivation eine weitaus größere Rolle. Anstelle des Begriffs historische Baustoffe werden daher in kommerziellen Zusammenhängen Begriffe wie antike Bauelemente oder antike Baumaterialien benutzt. 
Tatsächlich gibt es aber kaum Überschneidungen mit dem Antiquitätenhandel, auch wenn seit 2013 vereinzelt historische Baustoffe im Rahmen von Antiquitäten-Versteigerungen angeboten werden. Insgesamt bieten in Deutschland etwa 150 Unternehmen historische Baustoffe an.